# Quyền dân sự và chính trị
Quyền Dân sự và Chính trị (còn gọi là Dân quyền hay là Quyền công dân) là các quyền bảo vệ sự tự do cá nhân khỏi sự xâm phạm của các chính phủ, và bảo vệ các tổ chức xã hội và cá nhân. Quyền này đảm bảo khả năng của một người để được tiếp cận và tham gia vào đời sống dân sự và chính trị của xã hội và nhà nước không được có phân biệt đối xử hay đàn áp.
Quyền dân sự nói chung được hiểu là chỉ những quyền liên quan đến các mối quan hệ giữa công dân và nhà nước, và ít liên quan đến những quan hệ giữa người dân với nhau.
Quyền dân sự bao gồm việc bảo đảm tính toàn vẹn của thể chất và tinh thần, cuộc sống và an toàn; bảo vệ khỏi mọi sự phân biệt đối xử trên những cơ sở như chủng tộc, giới tính, nhân dạng giới tính, biểu hiện giới tính tự chọn, định dạng giới, nguồn gốc quốc gia, màu da, tuổi, quan hệ chính trị, thiên hướng tình dục, sắc tộc, tôn giáo, hoặc tình trạng khuyết tật; và quyền cá nhân như quyền riêng tư, quyền tự do tư tưởng và nhận thức, tự do phát biểu, tự do tôn giáo, báo chí, tự do hội họp và lập hội và quyền tự do đi lại.
Các quyền chính trị bao gồm công lý trung lập (thủ tục xét xử công bằng, bình đẳng trước pháp luật) trong pháp luật, chẳng hạn như quyền lợi của bị cáo, trong đó có quyền được xét xử công bằng; pháp luật đúng thủ tục và quy trình (due process); quyền đòi bồi thường hoặc khắc phục lỗi pháp lý; và quyền tham gia vào xã hội dân sự và chính trị như quyền tự do lập hội, quyền hội họp, quyền kiến nghị, quyền tự vệ và quyền bỏ phiếu (quyền bầu cử).
Quyền dân sự và chính trị cấu thành và là phần chính của Nhân quyền quốc tế. Quyền nằm trong phần đầu tiên của Tuyên ngôn Quốc tế Nhân quyền năm 1948 (với các quyền kinh tế, xã hội và văn hóa trong phần thứ hai). Lý thuyết về ba thế hệ của nhân quyền coi nhóm quyền này là "quyền căn bản đầu tiên của thế hệ".
Công ước Quốc tế về các Quyền Dân sự và Chính trị (tiếng Anh: International Covenant on Civil and Political Rights, viết tắt: ICCPR) là một công ước quốc tế do Đại hội đồng Liên Hợp Quốc và các quốc gia thànnh viên thông qua ngày 16 háng 12 năm 1966 và có hiệu lực từ ngày 23 tháng 3 năm 1976, nêu tổng quan các quyền dân sự và chính trị cơ bản của con người. Cụ thể, các bên tham gia ký kết sẽ phải tôn trọng các quyền dân sự và chính trị của từng cá nhân, bao gồm quyền sống, quyền tự do tôn giáo, tự do phát biểu, tự do hội họp, quyền bầu cử và quyền được xét xử bình đẳng và theo đúng trình tự pháp luật. Tính tới ngày 19 tháng 12 năm 2010, đã có 72 quốc gia ký vào Công ước và 167 bên tham gia.